# Katherine Routledge
Katherine Routledge, född 1866, död 1935, var en brittisk arkeolog och antropolog. Hon initierade och utförde 1914 den första verkliga undersökningen av Påskön. 